# غضب نرجسي وجرح نرجسي
يعتبر الغضب النرجسي رد فعل على الجرح النرجسي أو الأذى النرجسي، الأمر الذي يشكل تهديدًا ملحوظًا لـتقدير الذات النرجسية أو احترامها. وعبارة الأذى النرجسي (أو الجرح النرجسي) هي عبارة استخدمها سيغموند فرويد في فترة العشرينيات، كما أن عبارتي الجرح النرجسي والضربة النرجسية هما مصطلحان إضافيان يمكن استخدام أحدهما محل الآخر. وقد صاغ مصطلح الغضب النرجسي هاينز كوهوت عام 1972.
ويحدث الغضب النرجسي بصورة متواصلة بداية من مواقف العزلة والتعبير عن السخط الطفيف أو الانزعاج إلى الثورانات الخطيرة والتي تتضمن الهجمات العنيفة. ولا تقتصر ردود أفعال الغضب النرجسية على الاضطرابات الشخصية حيث يمكن أن تظهر أيضًا في حالات الاضطرابات العقلية مثل الجامود والاضطراب الوهامي ونوبات من الاكتئاب الذهاني. وقد أشار العلماء إلى أن الشخص النرجسي لديه مستويان من الغضب. فالمستوى الأول من الغضب يعد غضبًا ثابتًا (تجاه شخص آخر)؛ بينما يعد المستوى الثاني غضبًا موجهًا إلى النفس.

## فرويد والضربات النرجسية
في دراسته لحالة الرجل الذئب عام 1914، وجد فرويد أن السبب في حدوث حالة الاضطراب العصبي لدى البالغين في حالة الرجل الذئب هي اللحظة التي "أُجبر فيها على إدراك أن إصابته بالسيلان شكلت ضررًا بالغًا على جسده. فالضربة الموجّهة إلى نرجسيته كانت شديدة مما جعله يتلاشى". وبعد أعوام قليلة، في مقالة وراء مبدأ اللذة التي تعالج الإخفاقات الجنسية التي لم يمكن الفرار منها في مرحلة الطفولة، زعم فرويد أن "فقدان الحب والفشل يخلفان ضررًا دائمًا لاعتبار الذات حيث يكون على هيئة ندبة نرجسية... متفكرًا في المدى الكامل الذي أصبح خلاله "محتقَرًا". في عام 1923 أضاف قائلًا: "يكتسب الطفل فكرة الأذى النرجسي من خلال الخسارة البدنية التي يعيش تجربتها بعد فقده ثدي والدته بعد فترة الرضاعة، ومن عملية التبرز اليومية" - الخسارة التي تغذي فيما بعد عقدة الخصاء عندما "ارتبطت فكرة الخسارة هذه بالأعضاء الجنسية الذكورية"، وفي عام 1925 أضاف على نحو معروف فكرة حسد القضيب حيث إنه أشار إلى أن "المرأة بعد أن أصبحت واعية بجرح نرجسيتها، فإنها تظهر نتيجة أثر الجرح من خلال الشعور بالدونية".

## تطورات إضافية للتحليل النفسي
إن فكرة فرويد التي ضمّنها كتابه الأخير والتي أطلق عليها «الأذى المبكر للذات (الأذى النرجسي)» تم توسيع نطاقها فيما بعد من خلال مجموعة كبيرة من المحللين النفسيين. فقد رأى كارل أبرهام أن سبب اكتئاب البالغين هو تعرضهم في الطفولة لضربات موجّهة للنرجسية من خلال فقدهم الإشباع النرجسي. وأما أوتو فينيشيل فقد أكد على أهمية الأذى النرجسي في حدوث حالات الإحباط ووسّع من نطاق هذه التحليلات لتتضمن الشخصيات الحدية.
بينما أكد إدموند برجلر على أهمية القدرة الكلية في مرحلة الطفولة في زيادة النرجسية، والغضب الذي يحدث عقب التعرّض لأي ضربة موجهة إلى هذا الإحساس بالقدرة الكلية النرجسية 
بينما ربط أنصار لاكان بين أقوال فرويد حول الجرح النرجسي وأقوال لاكان حول مرحلة التقليد النرجسي.
وفي النهاية فإن نظرية العلاقة بالآخر تلقي الضوء على الغضب ضد الإخفاقات البيئية المبكرة التي تترك المرضى يشعرون بالسوء حيال أنفسهم وذلك عندما تعرّضت القدرة الكلية في مرحلة الطفولة لتحديات على نحو مفاجئ.

## كوهوت وعلم نفس الذات
تناول كوهوت نطاقًا واسعًا من تجارب الغضب في مقالته الإبداعية «أفكار حول النرجسية والغضب النرجسي» (1972). فقد اعتبر الغضب النرجسي أحد الأشكال الرئيسية من بين العديد من الأشكال وقارنه خاصة مع العدائية الناضجة. ولأن البنية الحقيقية للذات تصبح ضعيفة لدى الشخص النرجسي فلا يمكن لغضبهم أن يؤدي إلى حالة من تأكيد الذات الحقيقية; ويُتركون بدلًا من ذلك عُرضة للحساسية الزائدة تجاه الأذى النرجسي الحقيقي أو المتوهم الذي يؤدي إلى الغضب النرجسي.
من وجهة نظر كوهوت، يرتبط الغضب النرجسي بالحاجة النرجسية للسيطرة الكاملة على البيئة المحيطة وتتضمن «الحاجة للانتقام من أجل تصحيح خطأ ما أو للتخلص من جرح ما بأي طريقة». وهذا يعد محاولة يقوم بها الشخص النرجسي للتحول من الشعور السلبي بدور التضحية إلى القيام بدور إيجابي من خلال إيلام الآخرين، بينما يحاول هو في نفس الوقت إعادة بناء شعوره الخاص (الزائف في الواقع) بتقدير الذات. وقد يتضمن فعله حماية الذات ووقايتها إلى جانب الغضب الذي يعمل على الحفاظ على الإحساس بالسلامة والقوة من خلال التخلص مما يهدد الشخص النرجسي.

## كتابات أخرى
كتب
- Cooper J & Maxwell N Narcissistic Wounds: Clinical Perspectives (1995)
- Levin JD Slings and Arrows: Narcissistic Injury and Its Treatment (1995)

أبحاث أكاديمية
- Horowitz MJ & Arthur RJ Narcissistic Rage in Leaders: the Intersection of Individual Dynamics and Group Process - International Journal of Social Psychiatry 1988 Summer;34(2) Pages 135-41
- Terman DM Aggression and Narcissistic Rage: A Clinical Elaboration - Annual of Psychoanalysis 3:239-255 (1975)

## وصلات خارجية
- Panos Aloupis, "Narcissistic Injury"
- Agnès Oppenheimer, "Narcissistic Rage"